# Dominic Littlewood
Dominic John Littlewood (29 de março de 1965) é um apresentador de televisão do canal inglês BBC  e consultor sobre automóveis. Antes de trabalhar na televisão o apresentador era um negociante de carros em Essex.